# أكي جونز
أكي جونز (بالإنجليزية: Aki Jones)‏ هو لاعب كرة قدم أمريكية أمريكي، ولد في 25 أكتوبر 1982 في جامايكا ‏ في الولايات المتحدة، وتوفي في 12 أكتوبر 2014 في ميامي في الولايات المتحدة.

## وصلات خارجية
- أكي جونز على موقع مرجع كرة القدم المحترفة.كوم (الإنجليزية)